# سلوك الفراشة
سلوك الفراشة (بالإنجليزية:Flight Behavior) هي الرواية السابعة لباربرا كينغسولفر، ونشرت عام 2012. واعتبرتها صحيفة نيويورك تايمز الرواية الأكثر مبيعاً ، كما جرى ترشيحها لتكون «أفضل كتاب في العام» وفقًا لصحيفة واشنطن بوست ويو إس إيه توداي.

## أحداث الرواية

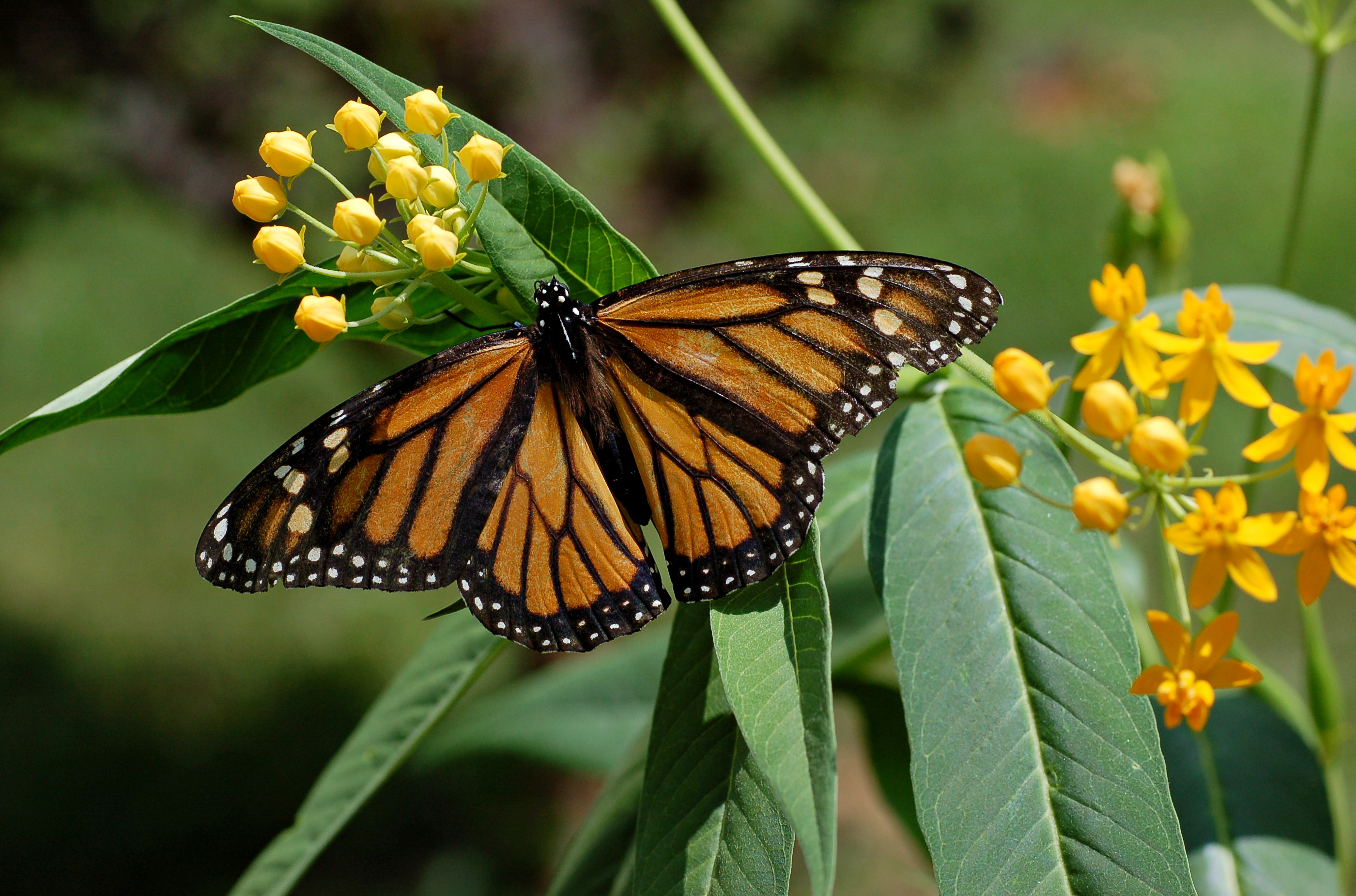
فراشة ملكية.

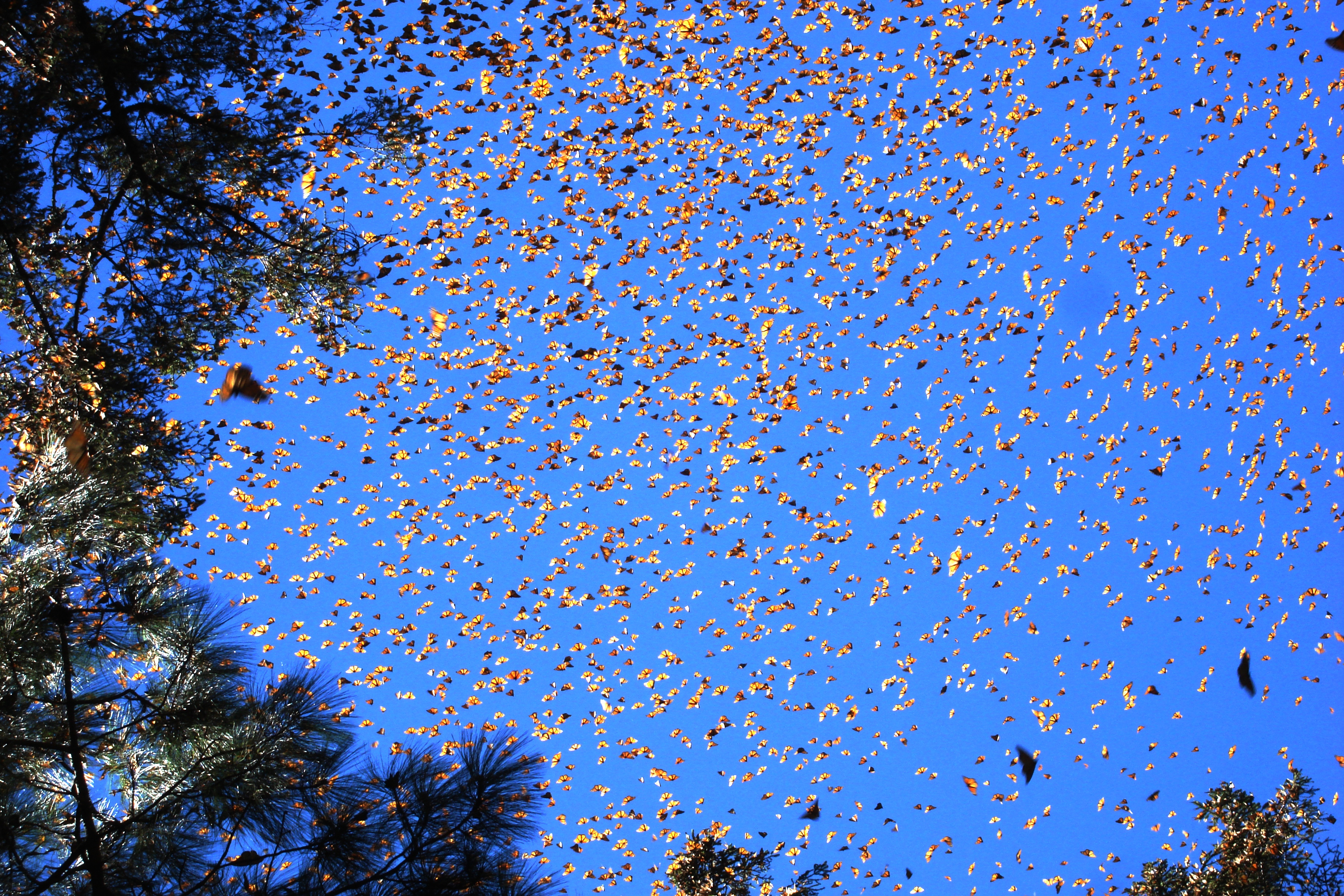
تغير هجرةالفراشات الملكية يرمز لعالم متغير.

ديلاروبيا تيرنبو هي ربة منزل ساخطة دوماً تبلغ من العمرالثامنة والعشربن عامًا وتعيش مع عائلتها الفقيرة في مزرعة في أبالاشيا. تبدأ القصة بعلاقتها الغرامية مع مصلح الهاتف أثناء جولة للمشي، ثم تجد تيرنبو الملايين من الفراشات الملكية في الوادي خلف منزلها.
يصل البروفيسور الجامعي أوفيد بيرون على إثر انتشار خبراكتشاف تيرنبو للفراشات الملكية. ليدرس سلوكها، ويحذر أنه وعلى الرغم من كونها فراشات جميلة، إلا أنها تُعد إحدى العلامات المزعجة لتغير المناخ العالمي، نازحةً بذلك من موئل الشتاء الخاص بها في المكسيك، وأنها من المحتمل أيضًا ألا تستطيع الصمود أمام الشتاء القارس في تينيسي.

## نقد الرواية
بحسب صحيفة الأحد البريطانية " ذا أوبزرفر " يرى روبن ماكي أن " رواية سلوك الفراشة عملٌ فني أخاذ. إنها عملٌ معقد، يتسم بالغموض، ومحبوكة جيدًا. تظهر ديلاروبيا وعائلتها كأفرادٍ أقوياء جدًا إنما بشكل يمكن تصديقه، ومتصفين بالتوازن والتقدير. حتى زوجها يتصف بالبساطة أو السذاجة الكبيرة كاب، ووالدته سيئة الطباع والمناورة هيستر يحظيان بالتعاطف في نهاية الرواية ". من جهةٍ أخرى، كان ماكيأقل إعجابًا بالصورة التي رسمتها كينغسولفر في روايتها " كانت مبالغة شديدة " بما يتعلق بحالة الفقر التي عاشتها العائلة. إنما يضيف قائلاً " على أي حال، القضية تتعلق بتغير المناخ، وهذه القضية تبقى عالقةً في الأذهان بصمتٍ متفوقة على مجريات الأحداث الأخرى ". ويختتم بقوله " كانت كينغسولفر واضحةً جدًا في إيصال رسالتها. ولو بدأ المزيد من العلماء والمختصين بالصراخ في التلفاز والراديو، فحينها من الممكن لنا أن نحظى بفرصةٍ لتفادي أسوأ حدثٍ ينتظرنا.
كتبت بيث جونز في صحيفة ديلي تلغراف " لقد نجحت كينغسولفر في مهمتها تمامًا من خلال بحث قضايا اجتماعية في روايتها بدءاً من عدم المساواة الاقتصادية، وصولًا إلى العنصرية. وما يشكل بحق جوهر رواية سلوك الفراشة هي أسباب تغير المناخ ونتائجه. يصرّح عالم الحشرات أوفيد بريون 'بحق الرب... إن العالم يحترق وجزرهُ تغرق، والأدلة كلها تحدق فيكم'". وتقول جونز، [...] استطاعت كينغسولفر مرة أخرى بروايتها أن تجعل هذه الأزمة العالمية تبدو ذات صلة من خلال التفاصيل المحلية الصغيرة "، وأختتمت "النتيجة هي رواية ذات أحداث أخاذة، ومقاطع غنائية ولحظات فكاهية. تجذب رواية سلوك الفراشة القارئ بمتعةٍ كبيرة وتجعله ينغمس في حياة ديلاروبيا، وتصر أيضًا على ألا ننسى العالم المتهالك تحت أقدامها، وأقدامنا".
كتب دومينكو براونينغ في مراجعته للكتاب في صحيفة نيويورك تايمزعن«النسيج المعقد لرواية باربرا كينغسولفرالجديدة الشجاعة والمهيبة» وأضاف، «إن قصتها عاطفية وهائلة في الوقت نفسه، تدور حول امرأةٍ واحدة، وعائلةٍ واحدة، وبلدةٍ صغيرة واحدة والتي لم يكن أحد قد سمع عنها من قبل - إلى أن خاضت ديلاروبيا مغامرة من الوعي غيرت حياتها. وتطرح كينغسولفرعدة أسئلة منها: كيف نعيش؟، وأية عواقب تنتظرنا، نندفع مسرعين نحو الهاوية في ظل هذا التحول الكوكبي الذي يعد أشبه بالملحمة؟ كن واثقًا أن االعواقب وخيمة. إن الفترات الكارثية التي تنذر بنهاية العالم وانشغالها الدائم بالبقاء على قيد الحياة، تُعَد أمرًا سهلًا مقارنةً بعواقب هذه المغامرة في نهاية اللعبة. ومع ذلك فعلينا أيضًا أن نتعامل مع متاعب الحياة اليومية. [...] إن اللغة المبهرة هي واحدة من ميزات رواية كينغسولفر. إنها كاتبة تستمتع بشكل ملحوظ بالكتابة، وبخلق صورٍ تبقى مع القارئ لوقت طويل حتى بعد انتهائه من قراءة الرواية».